# Подбрдо
Подбрдо је насељено мјесто у општини Мркоњић Град, Република Српска, БиХ. Према попису становништва из 2013. у насељу је живјело 804 становника.

## Географија
Налази се на надморској висини од 748 метара.

## Култура
У Подбрду се налази храм Српске православне цркве посвећен Светој Петки. Црква је изграђена током осамдесетих година 20. вијека. Оштећена је у октобру 1995. од стране хрватских војних јединица.
У цркву је у октобру 2011. донесена риза (огртач) Свете Петке из Румуније, која ће остати трајно у Подбрду.. Плашт којим је била прекривена преподобна Мати Параскева био је пренесен из Букурешта, одн. Јаша, у Београд још 1936, када је предвиђено да ће се до преноса у Мркоњић Град чувати у београдској цркви св. Марка.

## Становништво
Према службеном попису становништва из 1991. године, село Подбрдо је имало 991 становника. Срби су чинили око 98% од укупног броја становника.
Мјесна заједница је 1991. бројала 2.870 становника.
| Националност       | 2013. | 1991. | 1981. | 1971. | 1961. |
| Срби               |       | 961   | 1.093 | 1.086 | 876   |
| Југословени        |       | 9     | 9     |       | 1     |
| Хрвати             |       | 1     | 4     | 1     |       |
| Црногорци          |       |       | 2     |       |       |
| остали и непознато |       | 15    |       | 2     | 1     |
| Укупно             | 804   | 986   | 1.115 | 1.089 | 878   |

## Знамените личности
- Ђуро Стипановић, српски књижевник